# Abd ar-Rahman al-Bazzaz
Abd ar-Rahman al-Bazzaz (1913 – 1973; en árabe: عبد الرحمن البزاز `Abd ar-Raḥman al-Bazāz) fue un político, académico y administrador iraquí. Primer ministro de Irak de 1965 a 1966.

## Biografía
Nació en Bagdad, en una familia sunita. Un niño precoz, el joven Al Bazzaz completó la escuela primaria y secundaria, realizó sus estudios de leyes en la Universidad de Bagdad y el King's Collage London. De 1955 a 1956, Bazzāz fue decano de la Facultad de Derecho de Bagdad. Tras el golpe de Estado que derrocó a la monarquía hāshimí de Fayṣal II en 1958, fue elegido presidente del Tribunal de Casación. En 1960 entró en conflicto con el presidente, el general Abd al-Karim Qasim, y fue encarcelado brevemente antes de retirarse a El Cairo. Tras el golpe que acabó con Qāsim, Bazzāz regresó a Irak a principios de 1963 e inició una carrera diplomática. Al año siguiente fue nombrado secretario general de la Organización de Países Exportadores de Petróleo (OPEP). En 1965 fue nombrado primer ministro de Irak, cargo que ocupó hasta que el presidente ʿAbd al-Salām ʿĀrif murió en un accidente de helicóptero en 1966.
Fue temporalmente presidente de Irak por tres días (13 de abril-16 de abril de 1966) tras la muerte del presidente Abdul Salam Arif. El hermano de Arif, Abd ar-Rahman Arif, fue elegido para su permanente reemplazo. En agosto de 1966, Bazzaz renunció al cargo de primer ministro. Fue sucedido en el cargo por Naji Talib, el cual ocupó el cargo desde 1966 hasta 1967.
Firme defensor del nacionalismo árabe, la democracia y el Estado de derecho, Bazzāz se ganó muchos enemigos entre la élite militar y tribal iraquí durante su breve mandato como primer ministro y fue obligado a abandonar el cargo y posteriormente detenido. En julio de 1969, el nuevo gobierno baasista anunció que iba a ser juzgado junto con otras 19 personas por conspiración para derrocar al gobierno. Sin embargo, fue puesto en libertad en 1970.